# Synodontis courteti
Synodontis courteti är en fiskart som beskrevs av Pellegrin, 1906. Synodontis courteti ingår i släktet Synodontis och familjen Mochokidae. IUCN kategoriserar arten globalt som livskraftig. Inga underarter finns listade i Catalogue of Life.